# Daniella Monet
Daniella Monet (Los Angeles, 1 maart 1989) is een Amerikaanse actrice en zangeres. Ze is het bekendst van de Amerikaanse televisieserie Victorious, uitgezonden door Nickelodeon, als Trina Vega.

## Biografie
Daniella Monet werd geboren in West Hills in Los Angeles en is van Italiaanse afkomst. Ze begon op haar zevende jaar met reclamespotjes voor televisie. In 1997 kreeg ze een gastrol in de Amerikaanse televisieserie Pacific Blue. Dit was haar eerste doorbraak na de reclamespotjes. In 2010 werd Monet gevraagd om te spelen in de nieuwe tv-serie Victorious. In juli 2010 werd bekend dat Monet zou worden toegevoegd aan de cast van de live-action Fairly Odd Movies. Ze speelt in deze film de rol van Tootie. Ook heeft ze een gastrol gespeeld in iCarly. Sinds 2012 speelt ze de rol van Bertha in Fred: The Show.